# Ángel Sánchez Rivero
Ángel Sánchez Rivero (Madrid, 10 de diciembre de 1888 - íd., 23 de agosto de 1930) fue un destacado ensayista, crítico de arte, traductor y bibliotecario español, perteneciente a la generación de 1914 o novecentista. Discípulo de Ortega y Gasset, publicó la mayor parte de sus textos en la década de 1920, sobre todo en la Revista de Occidente. Su muerte prematura vino a malograr las posibilidades de una obra de ensayista de gran alcance.

## Biografía
Nació en Madrid en diciembre de 1888. El destino militar de su padre hizo que parte de su infancia transcurriese en Cuba, desde 1893, coincidiendo con los últimos años de la dominación española sobre la isla. Vuelto a España, estudió el bachillerato en el Instituto Cardenal Cisneros y la licenciatura en Filosofía y Letras en la Universidad Central madrileña, graduándose en la sección de Historia sin haber cumplido aún los veinte años. 
En 1908 ingresó por oposición en el Cuerpo Facultativo de Archiveros, Bibliotecarios y Arqueólogos. Su primer destino fue el Archivo provincial de Hacienda de Bilbao. En la capital vasca se relacionó con los círculos artísticos e intelectuales activos en la ciudad, asistiendo a la tertulia del café Lion d'Or, animada por Pedro Eguillor. Allí conoció a jóvenes escritores como Ramón de Basterra y Pedro Mourlane Michelena, y sobre todo trabó una duradera amistad con Ricardo Gutiérrez Abascal, el joven crítico de arte que haría célebre el seudónimo de Juan de la Encina.
En 1911 obtuvo el traslado como oficial a la Biblioteca Nacional de Madrid, en cuya sección de Bellas Artes encontró el puesto desde el que desarrollar su vocación más genuina. El último año de su vida llegó a dirigir la sección, y desempeñó un papel relevante en el descubrimiento del robo de estampas de Rembrandt y otros destacados grabadores, que puso en evidencia las deficiencias de seguridad de la Biblioteca Nacional. Fue también conservador de la rica colección de estampas del duque de Alba en el palacio de Liria.
Colaboró como alumno, junto a María de Maeztu, en la sección de Estudios sobre la filosofía contemporánea, que dirigió José Ortega y Gasset en el Centro de Estudios Históricos. La influencia directa de Ortega le llevó a entusiasmarse por la filosofía kantiana. Fue asimismo un activo socio del Ateneo madrileño, en el que ocupó la vicepresidencia de la sección de Artes plásticas en el curso 1922-1923.
En 1922 la Junta para Ampliación de Estudios le comisionó para realizar un viaje de tres meses por Francia, Bélgica e Inglaterra con la finalidad de estudiar la organización y los fondos de los gabinetes de estampas de estos países europeos. A partir de 1925 la misma Junta le otorgó una pensión de dos años en Italia para estudiar in situ la pintura renacentista. Con ese propósito recorrió toda la península mediterránea; fue invitado a colaborar en la Enciclopedia Italiana, participó en el proyecto de creación de un Centro de Estudios Hispanos en Florencia, e inició una cuidada y lujosa edición del Viaje de Cosme de Médicis por España y Portugal (1668-1669), con sus ilustraciones, debidas a Pier Maria Baldi. El trabajo lo culminó su viuda, la historiadora veneciana Angela Mariutti, a quien conoció en la ciudad adriática y con la que contrajo matrimonio apenas unos meses antes de su muerte, acaecida el 23 de agosto de 1930 a consecuencia de una repentina fiebre tifoidea (como informó, al día siguiente, el diario ABC).
Desaparecía con él «uno de nuestros escritores de más profunda intimidad», escribió Benjamín Jarnés en la nota necrológica de la Revista de Occidente; «nuestro malogrado amigo —añadía el escritor aragonés— era, por excelencia, un antipersonaje, todo lo contrario de un hombre de representación».
Y Francisco Ayala escribía en La Gaceta Literaria: «Era un alma fina, y toda clase de popularidad le estaba vedada; albergaba en sí la menor cantidad posible de hombre público: prefería pensar a escribir sus pensamientos; escribir, a publicar lo escrito. Su gran placer era el placer humano de la conversación, y en ella podía apreciarse con mayor viveza su natural entusiasta, vertido en un caudal de ideas atropelladas, fecundas, llenas de iluminaciones».

## Obras

### Ensayos
Su prematuro fallecimiento y la preocupación por dotarse de una sólida cultura clásica contribuyeron a que la obra ensayística de Sánchez Rivero no fuese demasiado extensa. Si descontamos sus trabajos de mera erudición, apenas podemos citar su monografía sobre Los grabados de Goya y unas decenas de valiosos ensayos y textos de crítica artística y cultural aparecidos en las revistas España, Bulletin of Spanish Studies, Arte Español, y sobre todo, en la Revista de Occidente. El conjunto de su obra ensayística ha sido recogido en una edición a cargo de Enrique Selva, publicada por la editorial Pre-Textos.
Todos ellos llenan la década que va desde 1919 a 1929: desde su irrupción polémica con motivo de una suscripción nacional para la adquisición de un primitivo de autoría dudosa destinado al Museo del Prado, hasta sus mejores ensayos de finales de la década: «Las ventas del Quijote» (que dio pie a una viva polémica con Américo Castro), «Vida de Disraeli» y «Correo de Venecia». Tras su muerte, su amigo Benjamín Jarnés, publicó seriadamente en Revista de Occidente una selección de sus papeles póstumos.
Sánchez Rivero acató el magisterio de Ortega tanto en el planteamiento de muchos temas como en la búsqueda de la claridad como norma expresiva. Pero se distanció del maestro en la dimensión de trascendencia que reclama su pensamiento, en un plano incluso religioso. «Si Rivero merece un lugar en el panorama del ensayismo español de esa década —ha escrito Enrique Selva— es, sobre todo, por su incisiva crítica de la modernidad y sus mitos. Una crítica —y ahí radica su voz propia— hecha desde la conciencia desvalida del hombre contemporáneo, en tensión frente al "desencantamiento del mundo" planteado por Max Weber (autor que no debió escapar a sus lecturas) como signo inexorable de la racionalización e intelectualización que acompañó el proceso formativo de la modernidad». En ese sentido, el tono con que Ortega celebró —en los años veinte— tantas novedades en la cultura y la civilización occidentales, contrasta con el sentimiento de zozobra que subyace en los textos de Sánchez Rivero ante la fractura entre el desarrollo de la civilización científico-técnica, los valores culturales clásicos y la pérdida del sentido religioso de la vida.
En sus ensayos —y más aún en las notas dispersas que dejó inéditas— subyace «la conciencia de que algo minaba el alegre sobrevivir de la época de entreguerras», como ha escrito José-Carlos Mainer.
Mención aparte merecen sus traducciones, pues su condición de políglota le permitió traducir, del alemán, a Paul Natorp (Pedagogía social) y a Kant (Lo bello y lo sublime); del francés, a Merimée (Doble error), Edmond About (El rey de las montañas) y al conde de Gobineau (El Renacimiento); y del griego, Anábasis. La expedición de los diez mil, de Jenofonte.

### Libros
- Los grabados de Goya, Madrid, Saturnino Calleja, 1920. 79 págs., 28 fotograbados.

- Viaje de Cosme III por España (1668-1669). Madrid y su provincia, Madrid, Publicaciones de la Revista de la Biblioteca, Archivo y Museo de Madrid, Imprenta Municipal, vol. I, 1927, 41 págs., 8 láminas.

- Viaje de Cosme de Médicis por España y Portugal (1668-1669), edición y notas de Ángel Sánchez Rivero y Angela Mariutti, Madrid, Junta para Ampliación de Estudios e Investigaciones Científicas, Centro de Estudios Históricos, [1933], 2 vols., I, 1 h., XXXI + 347 págs.; II, 3 h., LXXI láminas.

- Meditaciones políticas, prólogo de Benjamín Jarnés, Madrid, Ediciones Literatura, Pen Colección, 1934, 191 págs.

- Papeles póstumos. Fragmentos de un diario disperso (1925-1930), edición y prólogo de Manuel Neila, Gijón, Llibros del Pexe, 1997, 149 págs.

- Correo de Venecia y otros ensayos, edición, introducción y notas de Enrique Selva, Valencia, Pre-Textos, 2017, 438 págs.

### Principales ensayos
- «La estampa antes de Goya y el concepto de la estampa en Goya», Cosmópolis, 39 (marzo de 1922), pp. 26-32; y 40 (abril de 1922), pp. 52-57.

- «Las ventas del Quijote», Revista de Occidente, 49 (julio de 1927), pp. 1-22. [Seguido de una «Contestación» a Américo Castro, Revista de Occidente, 51 (septiembre de 1927), pp. 291-315].

- «Vida de Disraeli», Revista de Occidente, 54 (diciembre de 1927), págs. 296-328.

- «Confidencias estéticas de Goya», Arte Español, IX/1 (primer trimestre de 1928), págs. 315-319.

- «Correo de Venecia», Revista de Occidente, 75 (septiembre de 1929), págs. 292-307.

- «Las nacionalidades», Revista de Occidente, 133 (julio de 1934), págs. 78-92.

[Todos ellos están reproducidos en el libro antológico Correo de Venecia y otros ensayos (2017), citado en el apartado anterior.]